# Slipknot
Slipknot je američki heavy metal sastav kojeg trenutačno čini devet članova iz Des Moinesa, Iowa. Sastav je osnovan 1995. godine i trenutno ima potpisan ugovor s Roadrunner Recordsom.

## Glazba
Mješavina alternativne metal glazbe, neo-shock rock glazbe nalik na Marilyna Mansona i rap-metal glazbe pomogla im je da postanu jedan od najpopularnijih sastava krajem 1990-ih. Tome je pridonio teatralan izgled kojim su plijenili pažnju: uvijek su nastupali u industrijskim postrojenjima noseći ručno izrađene maske za Noć vještica. Kada se tome pridoda misteriozna anonimnost, stihovi prepuni nihilizma i tamne strane života, uspjeh im je bio zagarantiran. 

## Diskografija
Na Noć vještica 1996. Slipknot su samostalno objavili album «Mate. Feed. Kill. Repeat». Godine 1997. potpisali su ugovor s etiketom Roadrunner Records. U suradnji s producentom Rossom Robinsonom Slipknot su 1999. objavili svoj debi-album pod nazivom «Slipknot». Postepeno su pridobivali publiku svirajući na turnejama, između ostalih i na Ozzfest ljetnoj turneji. Na live nastupima svirali su s takvom žestinom da je Crahan dva puta razbio glavu na vlastitim instrumentima. Pjesme «Wait and Bleed» i «Spit It Out» mogle su se često čuti na radiopostajama. U proljeće 2000. Slipknot su dostigli platinastu nakladu sa svojim albumom. 
Godine 2001. uslijedio je album «Iowa», nakon kojeg su krenuli na turneju Ozzfest. Poslije turneje Slipknot su uzeli manju stanku jer su članovi sastava radili na nekim drugim projektima sa strane. Sastav je pokrenuo i vlastitu etiketu Maggot Recordings. U međuvremenu se Wilson angažirao kao DJ pod imenom DJ Starscream, a Root i Thompson su radili na samostalnim karijerama. Bubnjar Jordison svirao je bubnjeve u sastavu Rejects, a Taylor je započeo suradnju sa sastavom Superego i surađivao na glazbi za film «Spider-Man» iz 2002. Nakon jednogodišnje stanke Slipknot objavljuje svoj četvrti album Vol. 3 (The Subliminal Verses). Album je proizveo četiri singla: Duality, Before I Forget, Vermilion i The Blister Exists.
Godine 2008. objavljuju svoj četvrti studijski album pod nazivom All Hope Is Gone. S albuma je objavljeno 4 singla: Psychosocial, Dead Memories, Sulfur i Snuff.
Dana 24. svibnja 2010. basist sastava Paul Gray pronađen je mrtav u hotelu u Johnstonu pokraj Des Moinesa (Iowa).
Dana 12. prosinca 2013. bubnjar sastava Joey Jordison biva izbačen iz sastava o čemu se saznaje u intervju-u.
Godine 2014. objavljuju svoj peti studijski album pod nazivom .5: The Gray Chapter aludirajući na preminulog basistu Paula Graya. Singlovi s tog albuma su The Negative One, The Devil In I, Custer i Killpop, čiji je spot objavljen tek nakon skoro godinu dana.
Godine 2019. sastav objavljuje 6. album pod nazivom We Are Not Your Kind. Singlovi s tog albuma su Unsained,Birth Of The Cruel,Nero Forte i Solway Firth.

### Studijski albumi
- Mate. Feed. Kill. Repeat (1996.)
- Roadrunner Records Demo (1998.)
- Slipknot (1999.)
- Iowa (2001.)
- Vol. 3 (The Subliminal Verses) (2004.)
- All Hope Is Gone (2008.)
- .5: The Gray Chapter (2014.)
- We Are Not Your Kind (2019.)
- The End, So Far (2022.)

### Videografija
- Disasterpieces (2002.)
- Welcome To Our Neighborhood (2003) (VHS 1999.)
- Voliminal: Inside the Nine (2006.)
- (sic)nesses (2010.)
- Day of the Gusano: Live in Mexico (2017.)

## Članovi

### Sadašnji članovi
- Sid Wilson - DJ
- Chris Fehn - perkusionist, prateći vokali
- James "Jim" Root - ritam gitara
- Craig "133" Jones - klavijature
- Shawn "Clown" Crahan - udaraljke, prateći vokali
- Mick Thomson - gitara
- Corey Taylor - vokali
- Alessandro "V man" Venturella - bas-gitara
- Jay Weinberg - bubnjevi

### Bivši članovi
- Paul Gray - bas-gitara, prateći vokal
- Patrick M. Neuwirth - gitara
- Quan "Meld" Nong - gitara
- John Green - gitara
- Anders Colsefini - vokali, udaraljke
- Greg "Cuddles" Welts - udaraljke
- Brandon Darner - udaraljke
- Josh "Gnar" Brainard - gitara, prateći vokali
- Joey Jordison - bubnjevi